# Drankin' Patnaz
Drankin' Patnaz è il secondo album in studio del gruppo hip hop statunitense YoungBloodZ, pubblicato nel 2003.

## Tracce
1. Intro — 1:30
2. Damn! (featuring Lil Jon) — 4:59
3. Whatchu Lookin' At — 4:58
4. Sean Paul (Get 'Em Crunk) — 3:53
5. Hustle (featuring Killer Mike) — 4:25
6. Cadillac Pimpin' — 4:10
7. Oozie 1 — 0:54
8. Mudd Pit — 3:35
9. My Automobile — 3:12
10. Lane to Lane — 4:10
11. Tequila — 5:02
12. Skit #2 — 0:48
13. Drankin' Patnaz – 4:22
14. Mind on My Money (featuring Jazze Pha) — 4:42
15. Lean Low (featuring Backbone) — 3:55
16. No Average Playa — 4:50